# KkStB 48
Die Dampflokomotivreihe kkStB 48 war eine Güterzug-Schlepptenderlokomotivreihe der kkStB.
Die 23 Lokomotiven wurden von der Wiener Neustädter Lokomotivfabrik und von der Lokomotivfabrik Floridsdorf 1885 bis 1889 geliefert.
Sie waren die ersten Maschinen, die nach dem neuen, von Hermann von Littrow entwickelten Schema eingeordnet wurden, und daher die Reihennummer 48 zugewiesen bekamen.
Außerdem waren es die ersten von der kkStB selbst beschafften dreifach gekuppelten Güterzug-Schlepptenderlokomotiven.
Nach dem Ersten Weltkrieg kamen 15 Loks zur BBÖ, die sie bis 1932 ausmusterte.
Einige kamen zu den PKP, die sie ausschied, ohne ihnen eine eigene Reihenummer zuzuweisen.
Die restlichen verbliebenen Maschinen kamen als Reihe 223 zur FS.